# Gustaaf Eylenboschplein

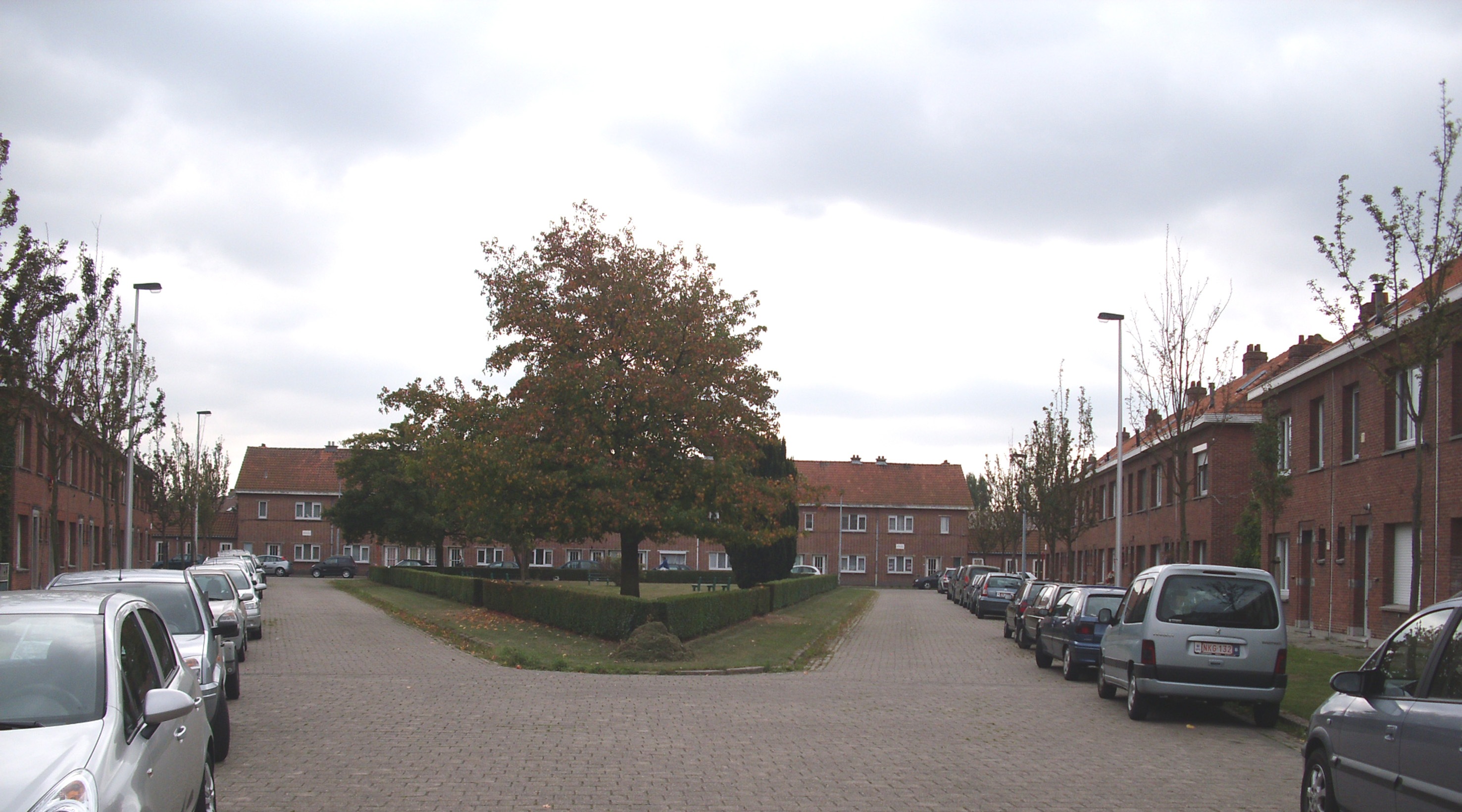
Het Gustaaf Eylenboschplein.

Het Gustaaf Eylenboschplein is een plein in de Belgische stad Gent. Het situeert zich in de woonbuurt Steenakker nabij Nieuw Gent en ligt tussen de Zwijnaardsesteenweg en het UZ Gent. De woonbuurten Steenakker en Nieuw Gent maken deel uit van de wijk Nieuw Gent - UZ.

## Historische figuren
Het Gustaaf Eylenboschplein werd genoemd naar de christendemocratische voorman, gemeenteraadslid, schepen en senator Gustaaf Eylenbosch. Hij was de medeoprichter van de krant Het Volk.
Het plein maakt deel van een wijk die na de Tweede Wereldoorlog werd opgetrokken en voornamelijk bestaat in sociale en arbeiderswoningen. Pleinen of straten noemen naar historische figuren uit de streek of met (inter)nationale bekendheid is een algemene werkwijze bij de urbanisatie wereldwijd.